# Жоффруа V де Понс
Жоффруа V де Понс (Geoffroy V de Pons) (ум. не ранее июня 1317) — сеньор Риберака, виконт части Тюренна, виконт Карла (с 1304, по правам жены).
Сын Рено III де Понса (ум. 1272) и Маргариты де Бержерак (ум. не ранее 1291).
После смерти отца унаследовал сеньорию Риберак. В 1291 году получил от матери (ещё при её жизни) принадлежавшую ей часть виконтства Тюренн.
Жена (брачный контракт от 24 марта 1291) — Изабелла (ум. не ранее 1335), дочь родезского графа Генриха II, с 1304 виконтесса Карла согласно завещанию отца.
Сын — Рено IV де Понс (Renaud IV de Pons) (р. 1300/1304, погиб в битве при Пуатье 19 сентября 1356) — сеньор Риберака и Понса, виконт Карла и части Тюренна.